# Ivo Pavelić
Ivo Pavelić né le 10 février 1908 à Zagreb et mort le 22 février 2011 à Greenwich (Connecticut) est un avocat, footballeur et nageur yougoslave.

## Biographie
Ivo Pavelić est le fils de l'homme politique démocrate Ante Pavelić.
Il commence sa carrière sportive par la natation. Aux Jeux olympiques de 1924 à Paris, il est engagé sur le 200 mètres brasse. Il termine dernier de sa série en 3 min 28 s 40 et n'est pas qualifié pour les demi-finales.
Il joue ensuite au football, pour le HŠK Concordia avec qui il remporte le Championnat de Yougoslavie de football 1930. Il compte 5 sélections en équipe nationale entre 1927 et 1930.
Après ses études de droit, il s'installe comme avocat d'abord en Yougoslavie avant d'émigrer en Suisse pendant la Seconde Guerre mondiale. Il part en 1946 pour New York où il fonde une compagnie d'import-export. Il déménage (avec son entreprise) en 1951 à Greenwich (Connecticut). Il y meurt à 103 ans en 2011.